# João Carlos de Sá Alves
João Carlos de Sá Alves (Rebordãos, Bragança, 4 de Novembro de 1895 - 16 de Janeiro de 1987) foi advogado, notário e político português antes e durante o período do Estado Novo.
Presidente da Câmara Municipal de Bragança por duas vezes, foi também deputado à Assembleia Nacional em dois mandatos e procurador à Câmara Corporativa em duas legislaturas.

## Biografia
João Carlos de Sá Alves nasceu a 4 de Novembro de 1895 na freguesia de Rebordãos, no actual concelho e distrito de Bragança.
Licenciado em Direito pela Universidade de Coimbra foi advogado e notário.
Sá Alves foi Presidente da Câmara Municipal de Bragança, ou, como se denominava na altura, Presidente da Comissão Administrativa Municipal de Bragança em dois períodos: entre 2 de Janeiro de 1923 e 23 de Junho de 1926 e na década seguinte entre 1 de Outubro de 1936 e 25 de Março de 1938.
Chegou a Presidente da Comissão Concelhia de Bragança da União Nacional em 1936, tendo ainda sido Membro da Legião Portuguesa e da Mocidade Portuguesa.
Sá Alves foi deputado à Assembleia Nacional durante duas legislaturas (IV e VII, 1945-1949 e 1957-1961).
Antes e depois da sua passagem pela Assembleia Nacional, Sá Alves foi procurador à Câmara Corporativa em duas legislaturas. Na III Legislatura (1942-1945) na qualidade Presidente do Grémio da Lavoura de Bragança e na IX Legislatura (1965-1969) como membro dos órgãos directivos da Federação das Casas do Distrito de Bragança.
João Carlos de Sá Alves foi ainda vice-presidente da Junta de Província de Trás-os-Montes e Alto Douro.